# Alf Ackerman
Alf Ackerman, all'anagrafe Alfred Arthur Eric Ackerman (Pretoria, 5 gennaio 1929 – Dunnottan, 10 luglio 1988) è stato un allenatore di calcio e calciatore sudafricano, di ruolo attaccante.

## Carriera

### Giocatore
Dopo aver giocato in patria con i Pretoria Municipals nel 1947 si trasferisce nel Regno Unito, e più precisamente in Scozia, dove con il Clyde nell'arco di tre stagioni segna in tutto 20 reti in 33 presenze nella seconda divisione scozzese. Nel 1950 si trasferisce in Inghilterra, all'Hull City: con le Tigers mette a segno 21 reti in 34 presenze nella seconda divisione inglese, per poi scendere in terza divisione al Norwich City: qui nell'arco di due stagioni realizza in tutto 31 reti in 66 partite, per poi fare nuovamente ritorno all'Hull City, con cui tra il 1953 ed il 1955 segna altri 29 gol in altre 58 partite giocate in seconda divisione (categoria in cui in carriera ha segnato in tutto 50 gol in 96 presenze). Scende poi nuovamente il terza divisione, all'appena retrocesso Derby County: con i Rams conquista un secondo posto in classifica segnando 21 reti in 36 presenze, per poi dopo un solo anno lasciare il club ed accasarsi al Carlisle Utd: rimane poi ai Cumbrians per tre stagioni, le prime due in terza divisione e la terza nella neonata quarta divisione. In totale mette a segno 61 reti in 97 presenze, vincendo anche il titolo di capocannoniere del campionato di terza divisione nella stagione 1957-1958 con 35 reti segnate. Trascorre poi un biennio ai londinesi del Millwall, con i quali tra il 1959 ed il 1961 totalizza complessivamente 81 presenze e 35 reti in quarta divisione. Si ritira poi definitivamente nel 1966, dopo cinque anni trascorsi con il doppio ruolo di giocatore ed allenatore nei semiprofessionisti del Dartford.
In carriera ha totalizzato complessivamente 405 presenze e 217 reti nei campionati della Football League.

### Allenatore
Dopo la già citata esperienza al Dartford, tra il 1969 ed il 1974 ha allenato i semiprofessionisti del Gravesend & Northfleet.

## Palmarès

### Allenatore

#### Competizioni regionali
- Kent Floodlight Cup: 1

Gravesend & Northfleet: 1969-1970

### Individuale
- Capocannoniere della Third Division North: 1

1957-1958 (35 reti)